# Macbeth (tekenfilm)
Macbeth is een conference uit 1990 van Herman Finkers en een korte tekenfilm uit 1993. Het scenario voor de conference/animatiefilm is geschreven door de broers Herman en Wilfried Finkers.

## Conference
Herman Finkers bracht het stuk als eerste in zijn programma De zon gaat zinloos onder, morgen moet ze toch weer op, waarin hij het verhaal zelf vertelt. In de eerste registratie voor de VARA-televisie in 1990 wordt het gedeelte vanwege de lengte van ruim 20 minuten weggelaten, in latere herhalingen is het stuk wel te zien. Ook op de dvd en cd van de gelijknamige show is het stuk te beluisteren.

## Tekenfilm
De animaties zijn van de hand van Sieger Zuidersma en John Croezen, die eerder al met Herman Finkers de tekenfilm Kroamschudd'n in Mariaparochie maakte. In 2004 werd Macbeth samen met deze tekenfilm uitgebracht op dvd.

## Verhaal
Het verhaal is gebaseerd op William Shakespeares tragedie Macbeth. Ook in de versie van de gebroeders Finkers wordt de Schotse koning Duncan in 1040 door Macbeth vermoord en vervolgens door hem opgevolgd, maar de wijze waarop dit gebeurt strookt geheel niet met de originele versie van Shakespeare en is voorzien van typische Finkershumor. Zo heet Macbeths vrouw Salmonella, is Seth Gaaikema de hofnar en praten Schotse prinsen er onvervalst Twents.